# Záměna (film, 2010)
Záměna (v anglickém originále The Switch) je americký romantický film z roku 2010. Režisérem filmu je duo Josh Gordon a Will Speck. Hlavní role ve filmu ztvárnili Jennifer Aniston, Jason Bateman, Thomas Robinson, Patrick Wilson a Juliette Lewis. 

## Obsazení
| Jennifer Aniston   | Kassie Larson    |
| Jason Bateman      | Wally Mars       |
| Thomas Robinson    | Sebastian Larson |
| Patrick Wilson     | Roland           |
| Juliette Lewis     | Debbie Epstein   |
| Jeff Goldblum      | Leonard          |
| Caroline Dhavernas | Pauline          |
| Scott Elrod        | Declan           |